# Borova penarica
Borova penarica (znanstveno ime Haematoloma dorsata) je vrsta slinarice, ki se hrani z borovimi iglicami. V Sloveniji je bila prvič opažena leta 2001, leta 2014 pa je začela povzročati precejšnjo škodo na sestojih črnega bora med Branikom in Divačo.